# (32693) 4339 T-1
4339 T-1 (asteroide 32693) é um asteroide da cintura principal. Possui uma excentricidade de 0.09563440 e uma inclinação de 6.72595º.
Este asteroide foi descoberto no dia 26 de março de 1971 por Cornelis Johannes van Houten e Ingrid van Houten-Groeneveld e Tom Gehrels em Palomar.